# Патња
Патња, или у ширем смислу бол, може бити искуство непријатности и одбојности повезано са перцепцијом повреде или пријетње повреде код појединца. Патња је основни елемент који чини негативну валенцу афективних појава. Супротност патњи је задовољство или срећа.
Патња се често категорише као физичка или ментална. Може доћи у свим степенима интензитета, од благог до неподношљивог. Фактори трајања и учесталости појављивања обично су комбиновани са фактором интензитета. Ставови према патњи могу се увелико разликовати, код онога појединца који пати или других људи, у зависности од тога колико се патња сматра избјеживом или неизбјеживом, корисном или бескорисном, заслуженом или незаслуженом.
Патња се јавља у животима осјећајних бића на бројне начине, често драматично. Као резултат тога, многе области људске дјелатности баве се неким видовима патње. Ови видови могу укључивати природу патње, њен процес, њено поријекло и узроке, њено значење и значај, сродна лична, друштвена и културна понашања, њено лијечење, управљање и употребу.

## Терминологија
Ријеч патња се понекад користи у ужем смислу физичког бола, али чешће се односи на психички бол или на бол у ширем смислу, односно на било који непријатан осјећај, емоцију или утисак. Ријеч бол обично се односи на физички бол, али је такође уобичајен синоним за патњу. Ријечи бол и патња се често користе заједно на различите начине. На примјер, могу се користити као замјењиви синоними. Могу се користити у „контрадистинкцији” једна од друге, као у „бол је физички, патња је ментална” или „бол је неизбјежан, патња је необавезна”. Могу се користити да дефинишу једна друго, као „бол је физичка патња” или „патња је тешки физички или ментални бол”.
Квалификатори, као што су физички, ментални, емоционални или психолошки, често се користе за означавање одређене врсте бола или патње. Конкретно, ментални бол (или патња) се може користити у вези са физичким болом (или патњом) за разликовање између двије широке категорије бола или патње. Прво упозорење са таквом разликом је да користи физички бол у смислу који обично укључује не само „типично чулно искуство физичког бола”, већ и друга непријатна тјелесна искуства укључујући недостатак ваздуха, глад, вестибуларне патње, мучнину, недостатак сна и свраб. Друго упозорење је да изразе физички или ментално не треба схватати превише дословно: физички бол или патња се, у ствари, дешава кроз свјесни ум и укључује емоционалне видове, док се ментални бол или патња дешава кроз физички мозак и, будући да је емоција, укључује важне физиолошке видове.
Ријеч непријатност, коју неки људи користе као синоним за патњу или бол у ширем смислу, може се односити на основну афективну димензију бола (његов вид патње), обично у супротности са сензорном димензијом, као на примјер у овој реченици: „Болна непријатност је често, иако не увијек, блиско повезана са интензитетом и једноственим квалитетом болног осјећаја”. Друге ријечи које имају дефиницију са извјесном сличношћу са патњом укључују невољу, несрећу, биједу, јад, болест, нелагодност, незадовољство и непријатност.

## Друштвене науке
Друштвена патња, према Артуру Клајнману и другима, описује „колективну и индивидуалну људску патњу повезану са животним условима које су обликовале моћне друштвене силе“. Таква патња је све већа брига у медицинској антропологији, етнографији, анализи масовних медија и студијама холокауста, каже Ијан Вилкинсон, који развија социологију патње.
Енциклопедија светских проблема и људских потенцијала је дело Уније међународних удружења. Њена главна база података се бави светским проблемима (56.564 профила), глобалним стратегијама и решењима (32.547 профила), људским вредностима (3.257 профила) и хуманом развоју (4.817 профила). У њој се наводи да је „најфундаменталнији унос који је заједнички за основне делове онај за бол (или патњу)“ и „заједничка за суштинске делове је димензија учења новог разумевања или увида као одговора на патњу“.
Ралф Џ.Х. Сиу, амерички аутор, позвао је 1988. године на „стварање нове и снажне академске дисциплине, зване панетика, која би била посвећена проучавању наношења патње“. Међународно друштво за панетику основано је 1991. године да проучава и развија начине за смањење наношења људске патње од стране појединаца који делују кроз професије, корпорације, владе и друге друштвене групе.
У економији, следећи појмови се не односе само на ствари које сугеришу њихови позитивни називи, већ и на питање патње: благостање или квалитет живота, економија благостања, економија среће, бруто национална срећа, индикатор истинског напретка.
У закону, „бол и патња” је правни израз који се односи на душевни бол или физички бол који је тужилац претрпео као резултат повреде за коју тужилац тражи обештећење. Процене бола и патње морају се извршити за приписивање правних награда. У западном свету то су типичне које праве пороте на дискрециони начин и сматрају се субјективним, променљивим и тешко предвидљивим, на пример у САД, УК, Аустралији и Новом Зеланду. Погледајте исто тако, у америчком закону, Немарно наношење емоционалног стреса и Намерно наношење емоционалног стреса.
У студијама управљања и организације, ослањајући се на рад Ерика Касела, патња је дефинисана као невоља коју особа доживљава када примети претњу било ком аспекту свог даљег постојања, било физичком, психичком или социјалном. Други истраживачи су приметили да је патња резултат немогућности да се контролишу радње које обично дефинишу нечији поглед на себе и да карактеристике патње укључују губитак аутономије, или губитак цењених односа или осећаја себе. Патња стога није одређена самом претњом, већ њеним значењем за појединца и претњом његовој личности.

## Биологија, неурологија, психологија
Патња и задовољство су, негативни и позитивни афекти, или хедонистички тонови, или валенције које психолози често идентификују као основне у нашим емоционалним животима. Еволуциона улога физичке и менталне патње, кроз природну селекцију, је исконска: она упозорава на претње, мотивише суочавање (борба или бекство, ескапизам) и појачава негативно одређена понашања (погледајте казна, одбојност). Упркос својој почетној ометајућој природи, патња доприноси организацији значења у свету и психи појединца. Заузврат, значење одређује како појединци или друштва доживљавају патњу и како се носе са њом.
Многе мождане структуре и физиолошки процеси су укључени у патњу (нарочито предња инсула и сингулатни кортекс, оба укључена у ноцицептивни и емпатични бол). Различите хипотезе покушавају да објасне искуство патње. Једна од њих, теорија преклапања бола, узима у обзир, захваљујући студијама неуроимаџинга, да се цингуларни кортекс активира када мозак осети да пати од експериментално изазваног социјалног стреса, као и од физичког бола. Теорија стога предлаже да физички бол и социјални бол (тј. две радикално различите врсте патње) деле заједничку феноменолошку и неуролошку основу.
Према онлајн манифесту Дејвида Пирса „Хедонистички императив“, патња је резултат дарвинистичког генетског дизајна који се може избећи. Пирс промовише замену биологије патње роботским одговором на штетне стимулусе или информативно-сензитивним градијентима блаженства путем генетског инжењеринга и других техничких научних достигнућа.